# هورور ماجنوسون
هورور ماجنوسون (Hörður Björgvin Magnússon) (11 فبراير 1993 في ريكيافيك في آيسلندا – )؛ هو لاعب كرة قدم كان يلعب كمدافع. يلعب مع منتخب آيسلندا لكرة القدم منذ عام 2014.

## وصلات خارجية
- هورور ماجنوسون على موقع الاتحاد الدولي (مؤرشف)  (الإنجليزية)
- هورور ماجنوسون على موقع الاتحاد الأوربي (الإنجليزية)
- هورور ماجنوسون على موقع قاعدة بيانات كرة القدم.إي يو (الإنجليزية)
- هورور ماجنوسون على موقع ناشيونال فوتبول تيمز (الإنجليزية)
- هورور ماجنوسون على موقع Soccerway.com (الإنجليزية)
- هورور ماجنوسون على موقع AS.com (الإسبانية)